# Apple II
Apple II var en av de mest populära persondatorerna under sent 1970-tal och fram till tidigt 1990-tal. Den första modellen lanserades 1977 av Apple Computer och produktionen av modellen IIe upphörde år 1993.
Föregångaren till Apple II var Apple I, en tidig dator som hobbyanvändaren själv fick sätta ihop med hjälp av en komponentlåda. Apple I serietillverkades aldrig, men låg till grund för många av de funktioner som gjorde Apple II till en succé. Apple II levererades med ett integrerat tangentbord. Det var mycket vanligt på tidiga persondatorer, men som idag i stort sett endast finns på bärbara datorer.
Steve Wozniak designade Apple II som ett öppet system, vilket medförde att det kom ut en mängd tredjepartstillbehör till datorn. Förbättrade grafikkort, minnesexpansioner, hårddiskar och nätverkskort producerades till Apple II. Det fanns även ett Z80-kort, vilket gjorde det möjligt att köra program utvecklade för Z80-processorn, till exempel CP/M-program.
Apple II blev mycket populär bland hemanvändare och var under 1980-talet den dominerande datorn i amerikanska skolor. Den såldes också i viss omfattning till småföretagare, mycket på grund av att världens första kalkylprogram, VisiCalc, släpptes till Apple II. Ett försök att år 1980 lansera en renodlat affärsorienterad dator, Apple III, misslyckades dock.

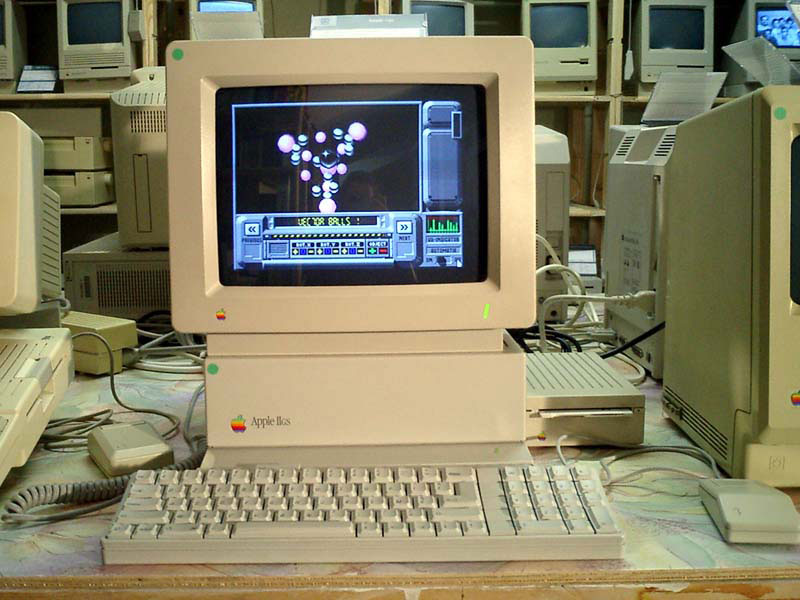
Apple IIGS, lanserad 1986.

De första Apple II-datorerna var baserade på 8-bitarsteknologi. Apple IIGS, som lanserades 1986, hade dock en bakåtkompatibel 16-bitars processor. Apple IIGS var den mest avancerade datorn i serien och utrustades med ett grafiskt användargränssnitt som påminde om Macintosh. Den hade även för tiden jämförelsevis avancerad färggrafik och ljudmöjligheter.
Apples Macintosh-datorer, som först lanserades 1984, finansierades i praktiken med vinsterna från försäljningen av Apple II-datorer. Bland de många hängivna användarna av Apple II var frustrationen stor när utvecklingsresurserna gick till Macintosh och Apple II gradvis blev föråldrad. Den mycket hängivna användarskaran och de många tillbehörstillverkarna gjorde dock att datorn fortsatte leva vidare förvånansvärt länge.
"II" i Apple II skrevs på många olika sätt, exempelvis som ][, ][e, //c och //e. IIgs och IIc plus skrevs med just II.